# Азово-Долгое
Азо́во-До́лгое — микрорайон города Камызяка в Астраханской области, до 1973 года — самостоятельный посёлок Камызякского района.

## География
Азово-Долгое занимает территорию к югу от реки Таболы, отделён от основной части города ериком Сухая Табола. К югу от микрорайона расположена возвышенность, известная как Азово-Долгий бугор, на ней расположена овощебаза. Расстояние до центра Камызяка по прямой составляет немногим меньше 4 километров, по автодорогам — около 5.

## История
Бывший посёлок вошёл в состав Камызяка одновременно с преобразованием последнего из села в город Указом Президиума Верховного совета РСФСР от 2 февраля 1973 года. В то же время к городу были присоединены ещё три окрестных посёлка — Заречный, Крутая Берёга и Табола.

## Инфраструктура
Застройка микрорайона преимущественно представлена малоэтажным частным сектором. По территории Азово-Долгого проходят четыре улицы, все они названы в честь казахских и татарских деятелей культуры и искусства — Абая Кунанбаева, Джамбула Джабаева, Курмангазы Сагырбайулы и Мусы Джалиля.
На территории Азово-Долгого имеются автобусная остановка, продуктовый магазин, мусульманское кладбище. Микрорайон обслуживается почтовым отделением № 416344, расположенным в микрорайоне Мелиоративном.